# Wielkie Poselstwo
Wielkie Poselstwo (ros. Великое посольство) – rosyjska misja dyplomatyczna podróżująca po Europie Zachodniej w latach 1697–1698, na czele której stał incognito car Piotr I Wielki.

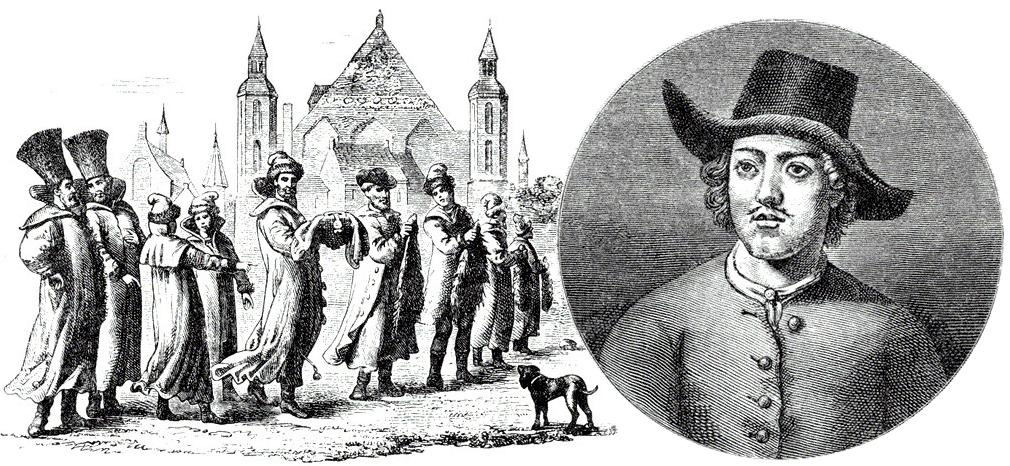
Wielkie Poselstwo i Piotr Michajłow na XVIII-wiecznej rycinie

## Przyczyny
Oficjalnym powodem decyzji cara o wysłaniu poselstwa były względy dyplomatyczne – po zdobyciu Azowa w 1696 Piotr I pragnął uzyskać potwierdzenie, że europejscy przeciwnicy Turcji gotowi są do kontynuowania wojny z „wrogiem krzyża pańskiego”. Jak pisze rosyjski historyk Michaił Heller, carem powodowała również osobista ciekawość poznania Europy, „chęć zobaczenia i dowiedzenia się tego, czego nie wiedział, w tych dziedzinach, które go interesowały”.

## Cele
Młodemu Piotrowi marzącemu o wyprowadzeniu Rosji na arenę polityki europejskiej pod postacią silnego, zmodernizowanego i akceptowanego mocarstwa, przyświecały trzy główne cele:
- uzyskanie poparcia krajów europejskich w walce przeciwko jej głównemu wrogowi – Imperium Osmańskiemu,
- nawiązanie stałych stosunków dyplomatycznych z dworami europejskimi,
- pozyskanie na służbę rosyjską zachodnich specjalistów z różnych dziedzin.

## Skład
Poselstwo składało się z 200–250 osób. Była to świta towarzysząca trzem posłom pełnomocnym (ambasadorom). Byli to:
- Franz Lefort – generał-admirał, namiestnik Nowogrodu (I ambasador),
- Fiodor Gołowin – generał i kriegskomissar, namiestnik Syberii (II ambasador),
- Prokopiusz Woznicyn – dumski diak, namiestnik Biełowa (III ambasador).

Członkiem poselstwa był także sam car Piotr I, który podróżował incognito pod nazwiskiem Piotr Michajłow. Wynikało to z faktu, że car lubił pozostawać w cieniu swoich podwładnych, a z drugiej strony miało mu ułatwić poznawanie krajów, które chciał odwiedzić, oraz naukę.

## Przebieg

### Inflanty i Prusy
Poselstwo opuściło Moskwę (ówczesną stolicę) 19 marca 1697 i udało się do Rygi, gdzie przyjęcie ze strony szwedzkiego komendanta miasta wywołało u Piotra trwałą niechęć do tego miejsca. Bardzo szybko wyprawiono się więc do Mittawy i Lipawy w Kurlandii, gdzie car został ciepło przyjęty przez księcia kurlandzkiego i semigalskiego Fryderyka Kazimierza. Tu, zafascynowany Morzem Bałtyckim Piotr, 2 maja wsiadł na statek i udał się do Pilawy, resztę poselstwa wyprawiając tam drogą lądową. Kolejnym etapem podróży był Królewiec, gdzie car przybył 7 maja i gdzie poselstwo przyjął elektor brandenburski Fryderyk III (późniejszy król Prus Fryderyk I). Piotr osobiście zapoznał się tam z najnowszymi osiągnięciami sztuki artyleryjskiej, rozmowy dyplomatyczne pozostawiając swoim ambasadorom. Nie przyniosły one jednak spodziewanych rezultatów – Fryderyk pragnął sojuszu przeciwko Szwecji, zaś Piotr pomocy w zakończeniu wojny z Turcją, nie wdając się w walki z nowym przeciwnikiem. Ich efektem był drugorzędny traktat o wolności handlu oraz ściganiu buntowników i zbiegów z terytorium sojusznika.

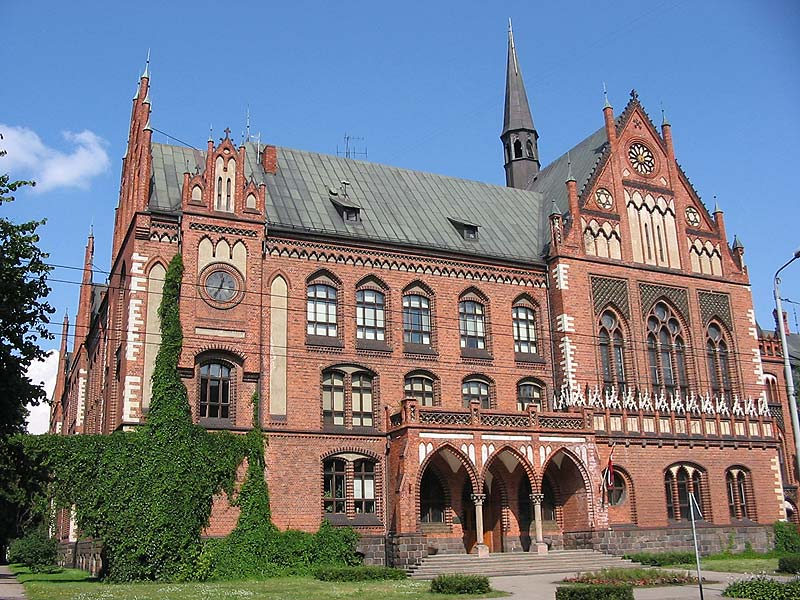
Ryga
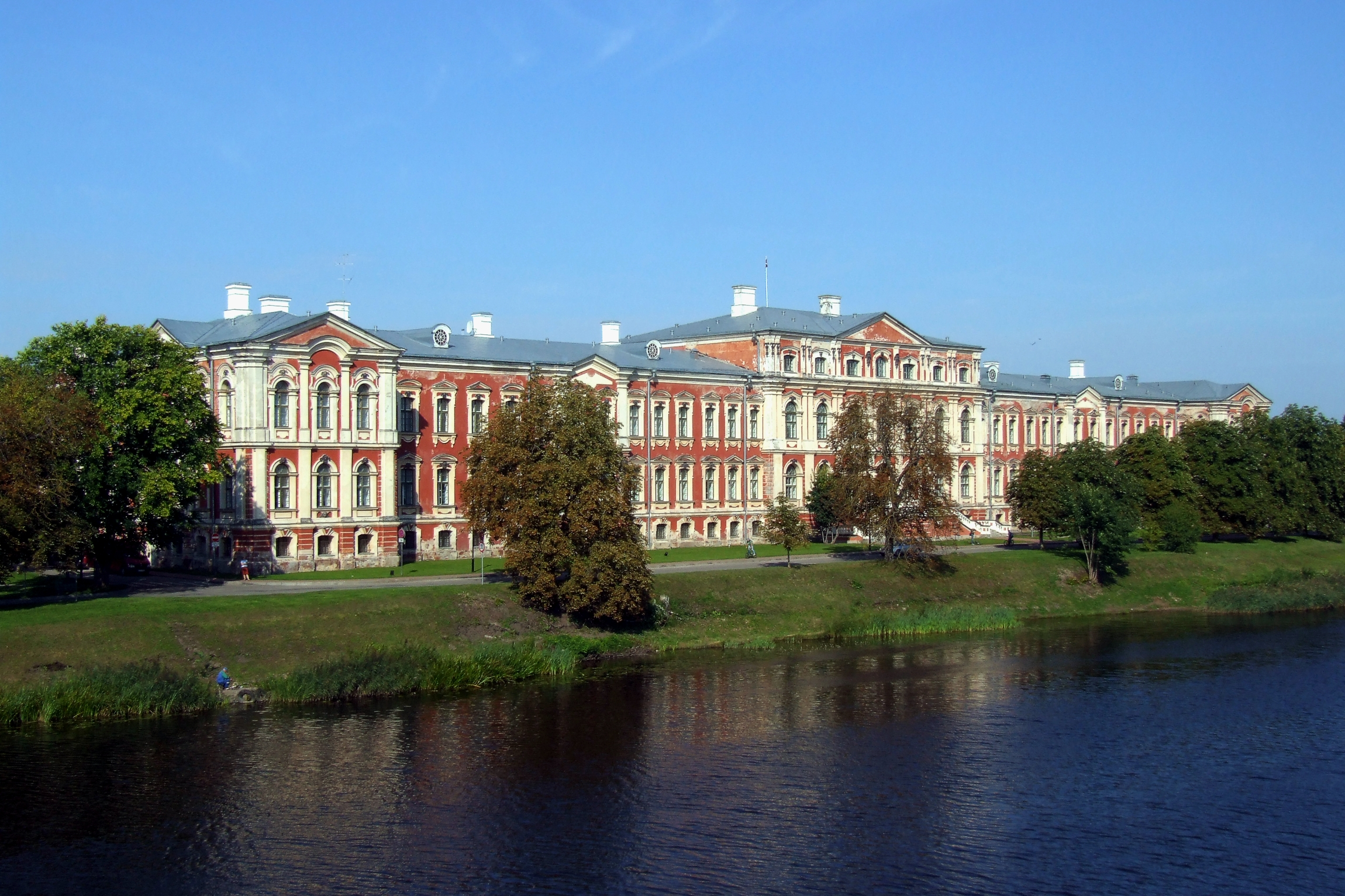
Mitawa
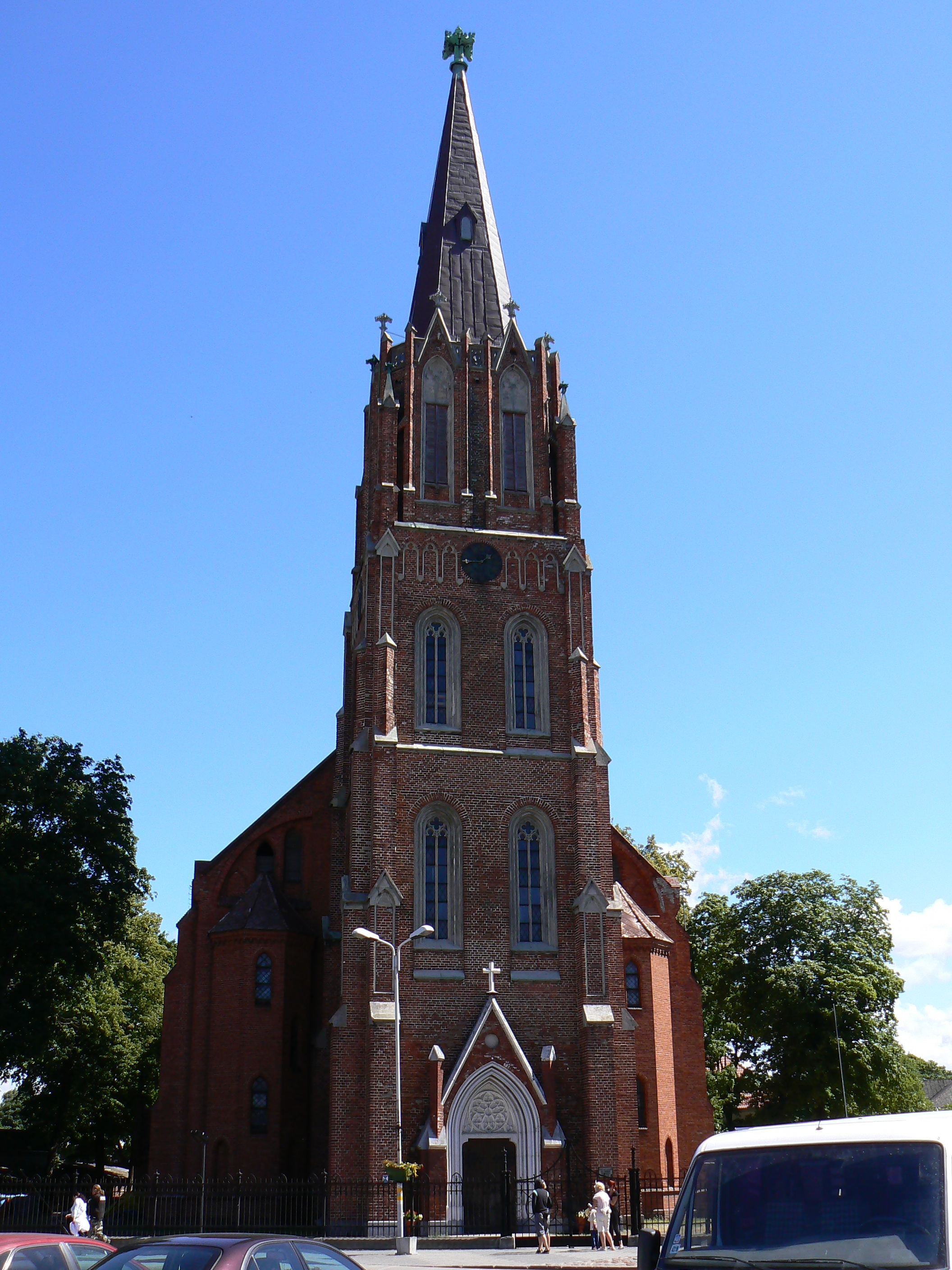
Lipawa
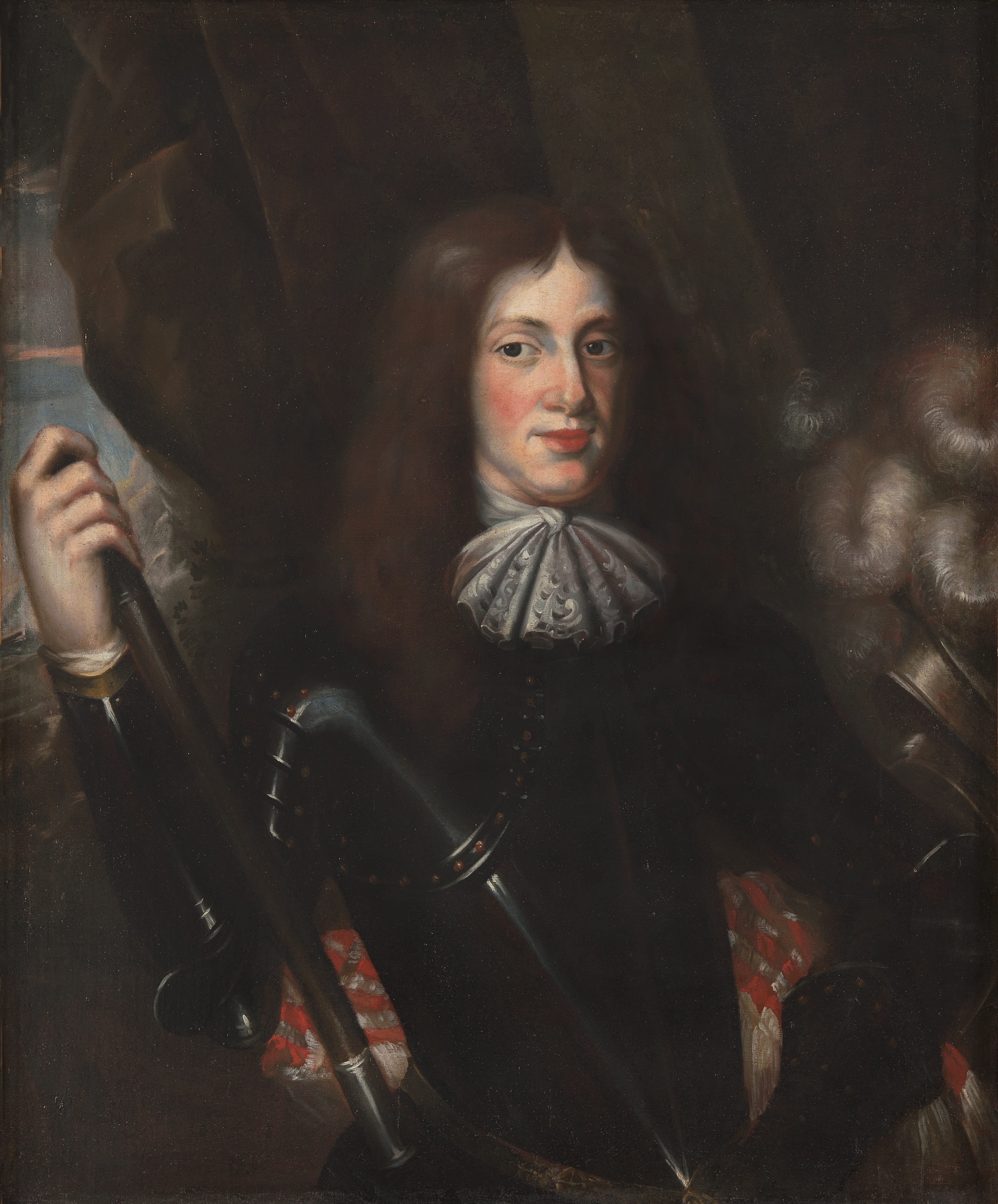
Książę Kurlandii i Semigalii Fryderyk Kazimierz
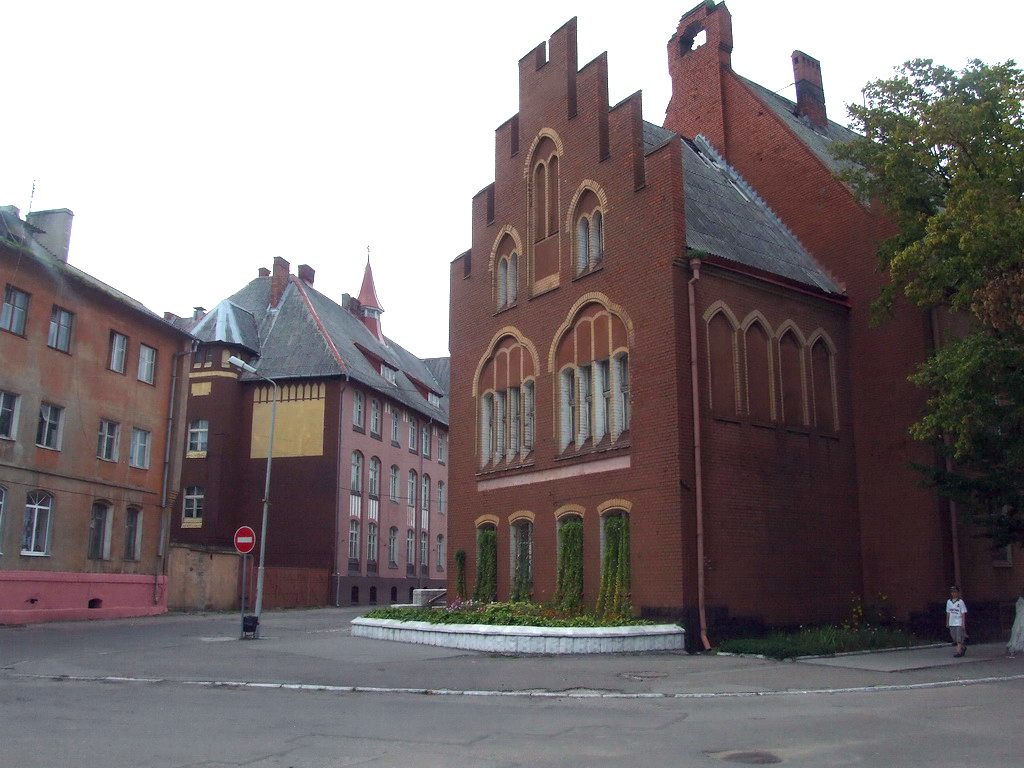
Pilawa
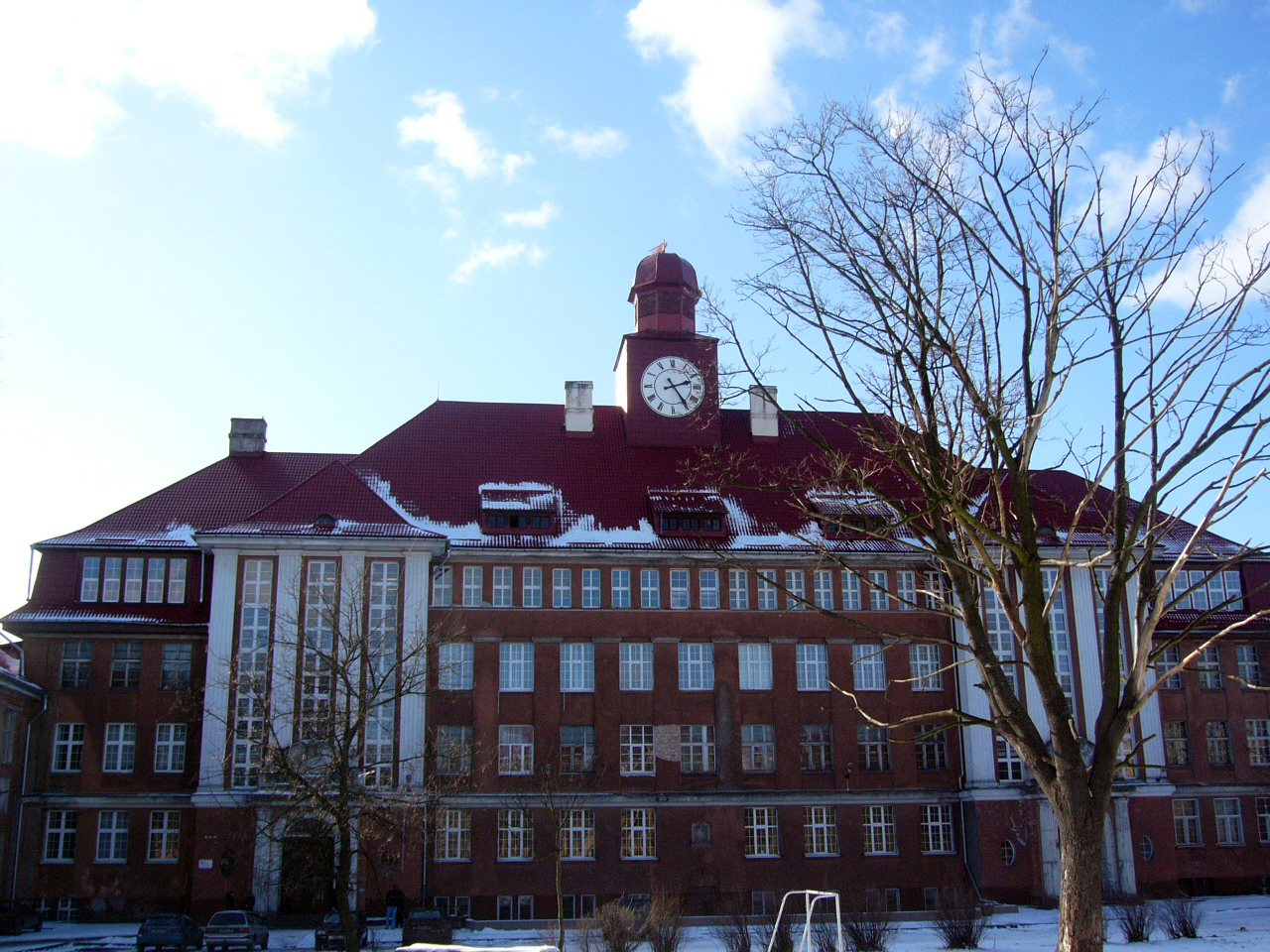
Królewiec
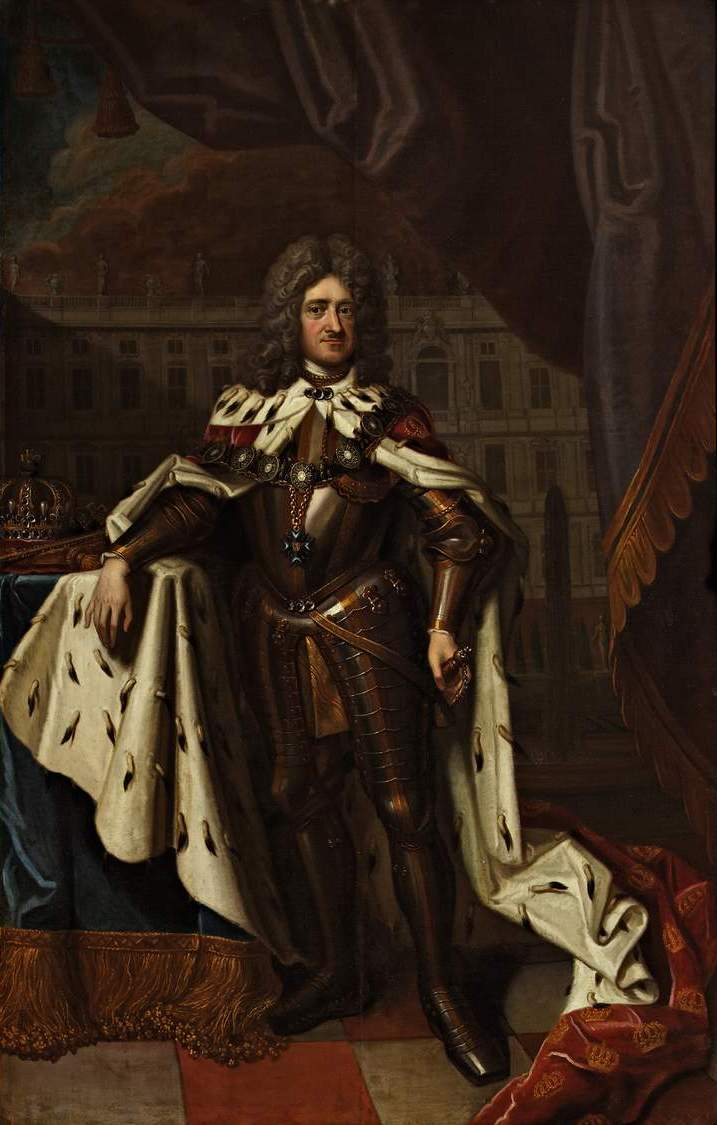
Elektor brandenburski Fryderyk III (późniejszy król Prus Fryderyk I)

### Niemcy
Po otrzymaniu pomyślnych wieści z Polski (popierany przez niego kandydat, elektor saski Fryderyk August został królem Polski jako August II) car udał się wraz z poselstwem przez Niemcy do Holandii. Po drodze przez kilka tygodni bawił na dworze elektorowej hanowerskiej Zofii Doroty w Cloppenburg. Zofia wraz z córką – elektorową brandenburską Zofią Charlottą bardzo chciała poznać egzotycznego gościa. 

Car jest wysoki, ma piękną twarz i szlachetną postawę. Posiada wielce żywy umysł, a odpowiedzi daje szybkie i szczere. Jednak prócz tego wszystkiego, czym obdarzyła go natura, byłoby dobrze, gdyby był bardziej okrzesany. Jest to władca bardzo dobry, a zarazem – bardzo głupi; pod względem zachowania jest typowym przedstawicielem swego kraju. Gdyby otrzymał lepsze wychowanie, byłby człowiekiem pod każdym względem doskonałym, gdyż posiada wiele przyrodzonej godności i wyjątkowy umysł.

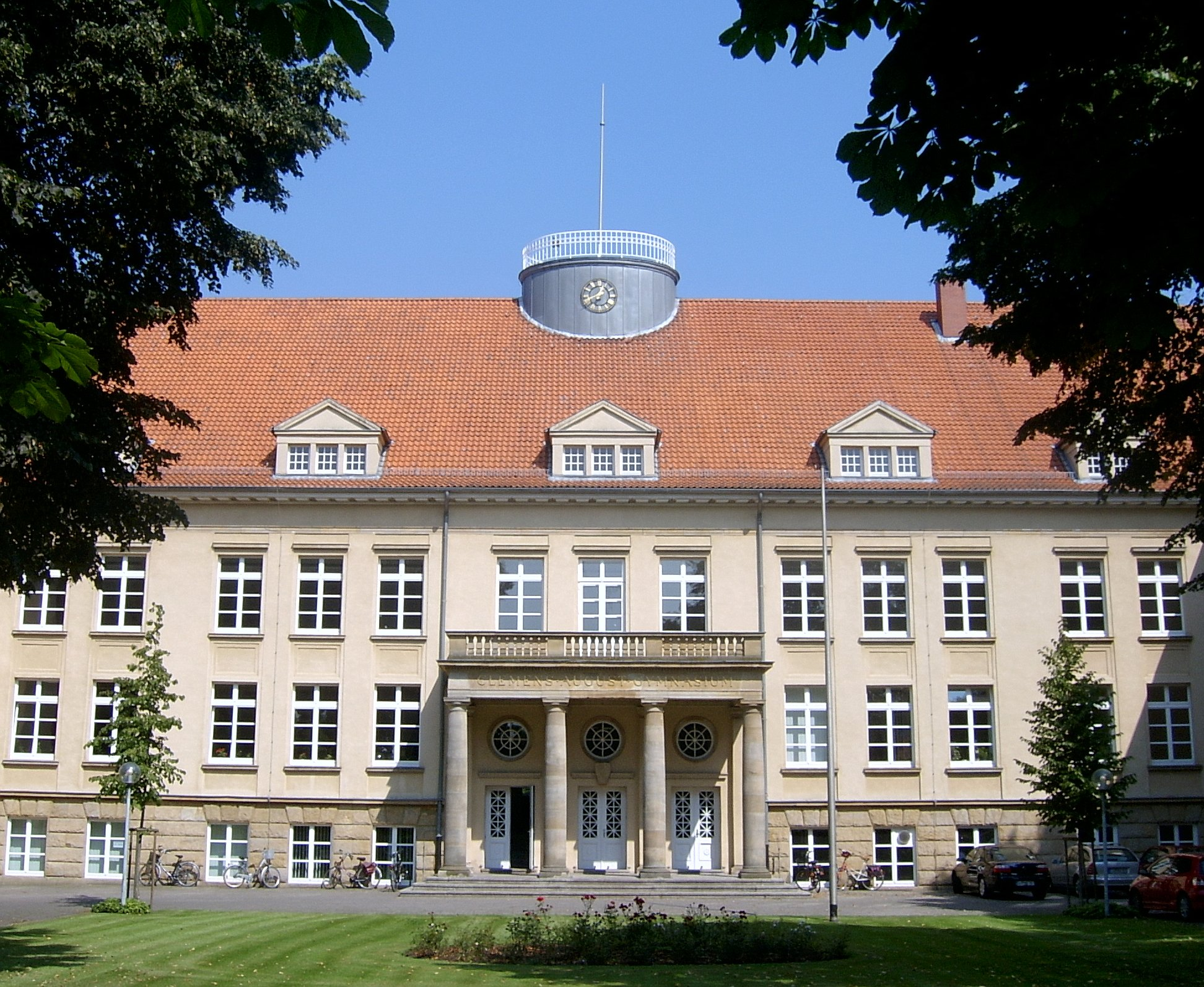
Cloppenburg
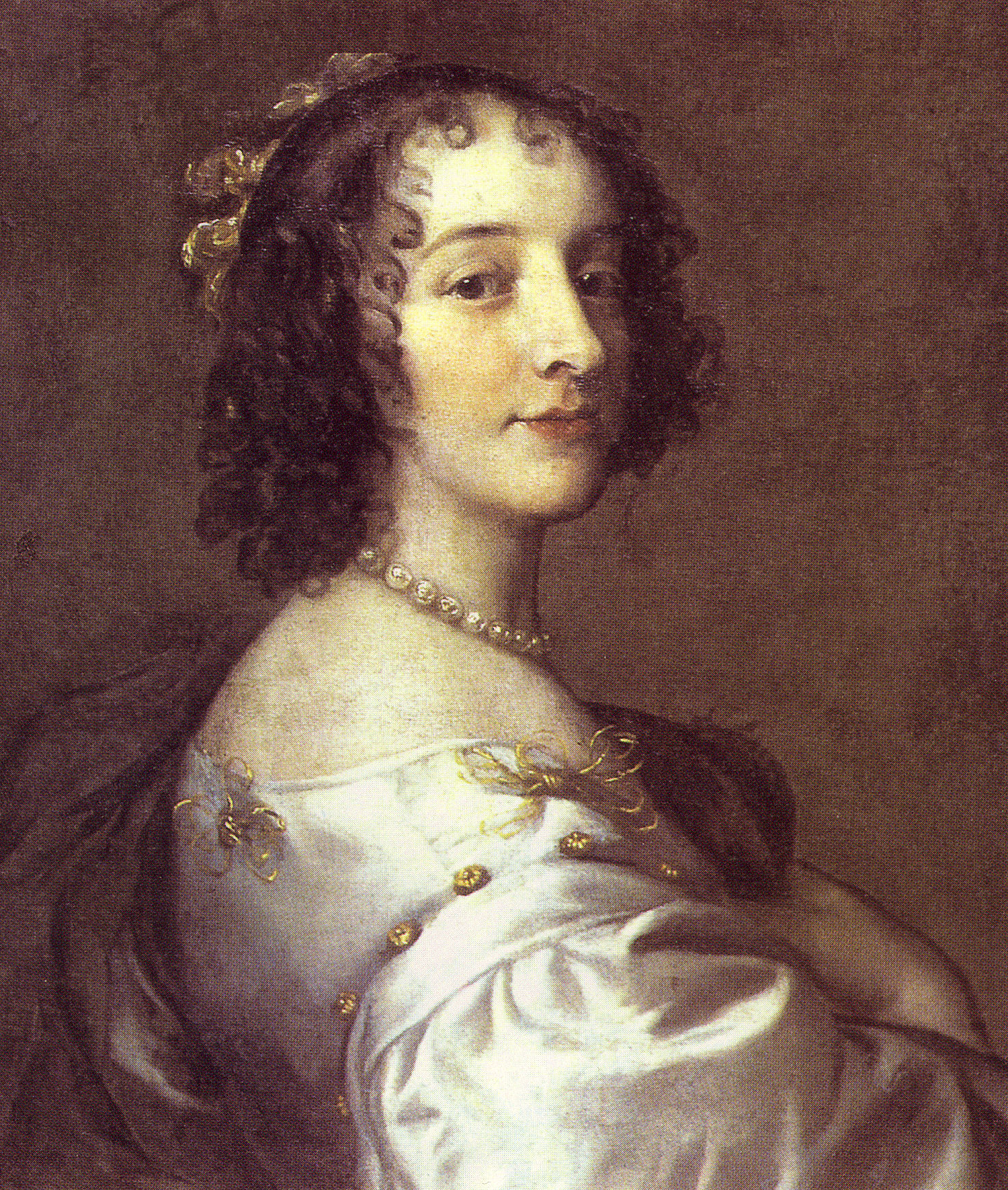
Elektorowa Hanoweru Zofia Dorota
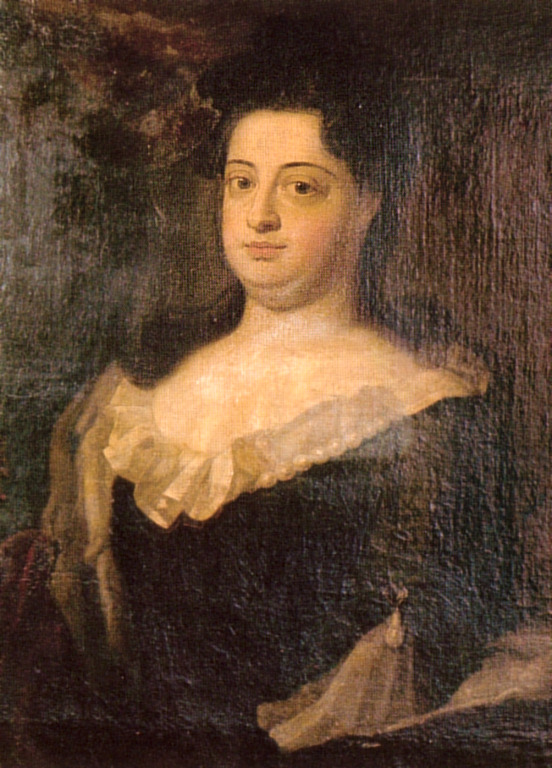
Elektorowa Brandenburgii Zofia Charlotta

### Holandia
17 sierpnia 1697 poselstwo, płynąc Renem i kanałami, dotarło do Amsterdamu, a dzień później do Zaandam. Holandia, która w owym czasie była jednym z mocarstw europejskich, jako państwo w rozkwicie sił i bogactwa zarówno materialnego, jak i kulturalnego, interesowała Piotra najbardziej. Szczególną uwagę car przywiązywał do floty i przemysłu stoczniowego tego kraju, bowiem i jedno i drugie zamierzał zaszczepić w Rosji. Zamieszkał samotnie bez żadnej służby w skromnym domu kowala Herrita Kista.
Piotr został od razu rozpoznany, bowiem wieść o rosyjskim poselstwie z carem na czele przemieszczała się szybciej niż ono samo, a samego Piotra demaskował jego nietypowy wzrost (prawie 2 metry). Jednak skutkiem tego było jedynie wystawienie przez radę miejską Zaandam warty przed domem cara (oficjalnie nikt nic o przybyciu cara nie wiedział).
25 sierpnia Piotr popłynął na zakupionym przez siebie jachcie do Amsterdamu i tu nie mógł już pozostać anonimowy. Wszędzie, gdzie się pojawił, zjawiały się tłumy gapiów. Car nie miał jednak zamiaru pełnić roli typowej głowy państwa składającej oficjalną wizytę w innym kraju. Od 30 sierpnia rozpoczął pracę w stoczni należącej do Kompanii Wschodnioindyjskiej jako prosty robotnik, każąc się nazywać Peter Timmerman van Zaandam (Piotr, Cieśla Zaandamski). Zamieszkał na zamkniętym terenie stoczni, żeby nie przeszkadzały mu tłumy. Codziennie chodził do pracy razem z rzemieślnikami budującymi trzydziestometrową fregatę, którą Kompania, z oczywistych powodów nazwała imieniem apostołów Piotra i Pawła. Car jadał zwykłe posiłki w towarzystwie kolegów, którzy zwracali się do niego po imieniu, chociaż wiedzieli kim jest w rzeczywistości.
11 września 1697 Piotr ze swoją najbliższą świtą udał się do Utrechtu, gdzie spotkał się z Wilhelmem III Orańskim. 25 września Wielkie Poselstwo zostało przyjęte przez Stany Generalne Niderlandów w Hadze. Piotr nie wystąpił tam oficjalnie jako monarcha, jednak uczestniczył w niej jako obserwator. W Hadze Piotr regularnie bywał na posiedzeniach parlamentu, odwiedzał uczonych, zwiedzał pałace, galerie obrazów, muzea osobliwości. Interesował się najmniejszymi drobiazgami, „starając się z każdej dyscypliny uszczknąć cząstkę na własny użytek”, zakupy na masową skalę urządzeń technicznych, książek, preparatów biologicznych i tym podobnych. W Holandii zwerbował przeszło 100 rzemieślników, wielu oficerów.

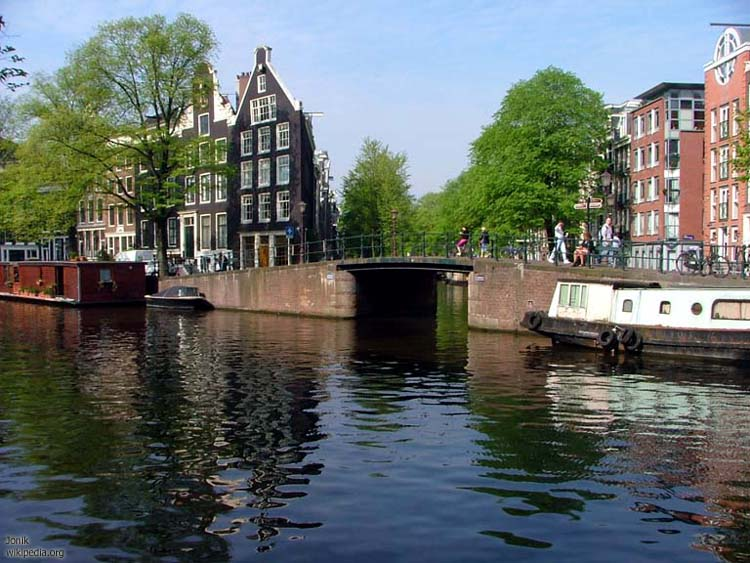
Amsterdam
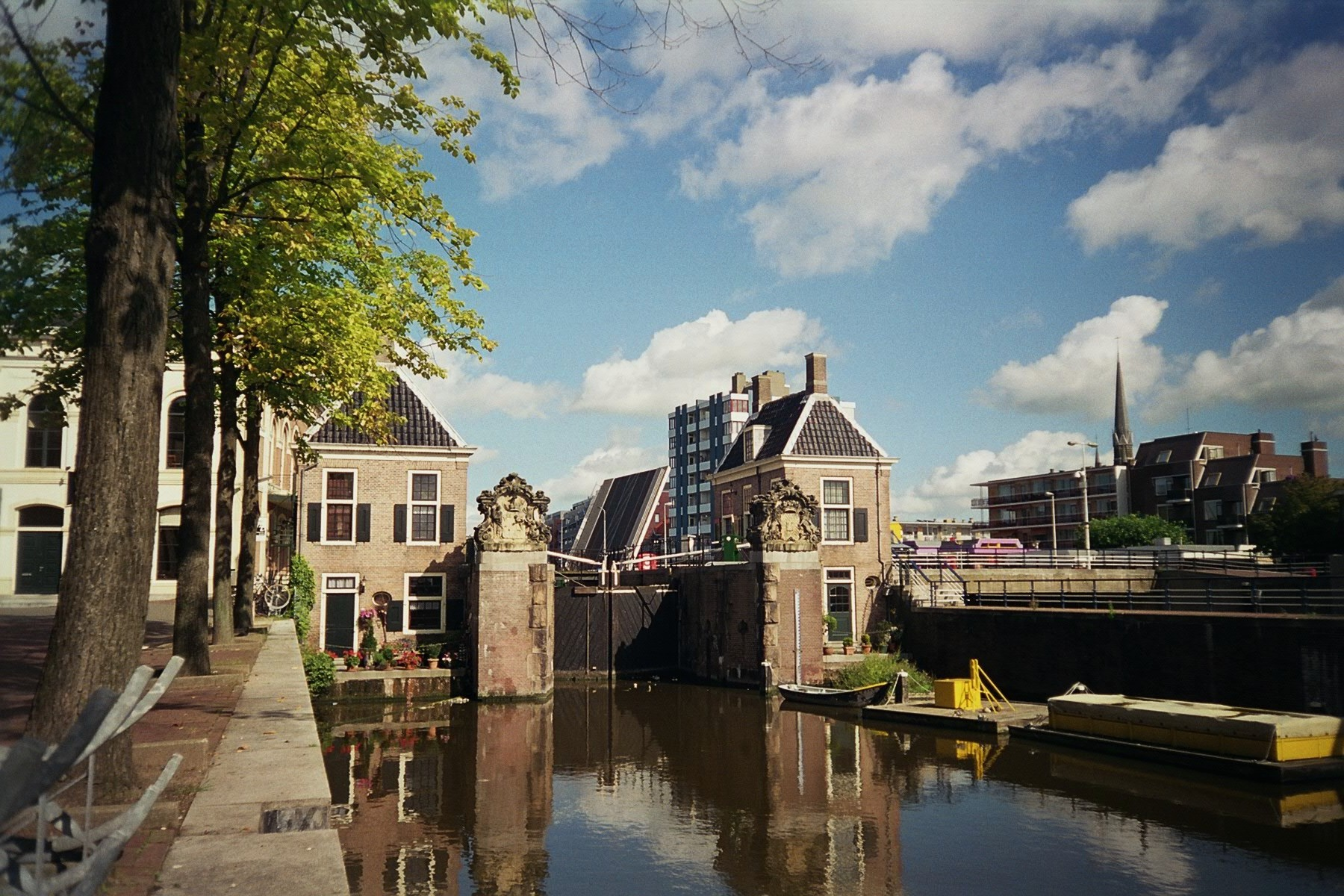
Zaandam
Piotr I w Holandii (z lewej z piłą). XVIII-wieczny obraz nieznanego artysty
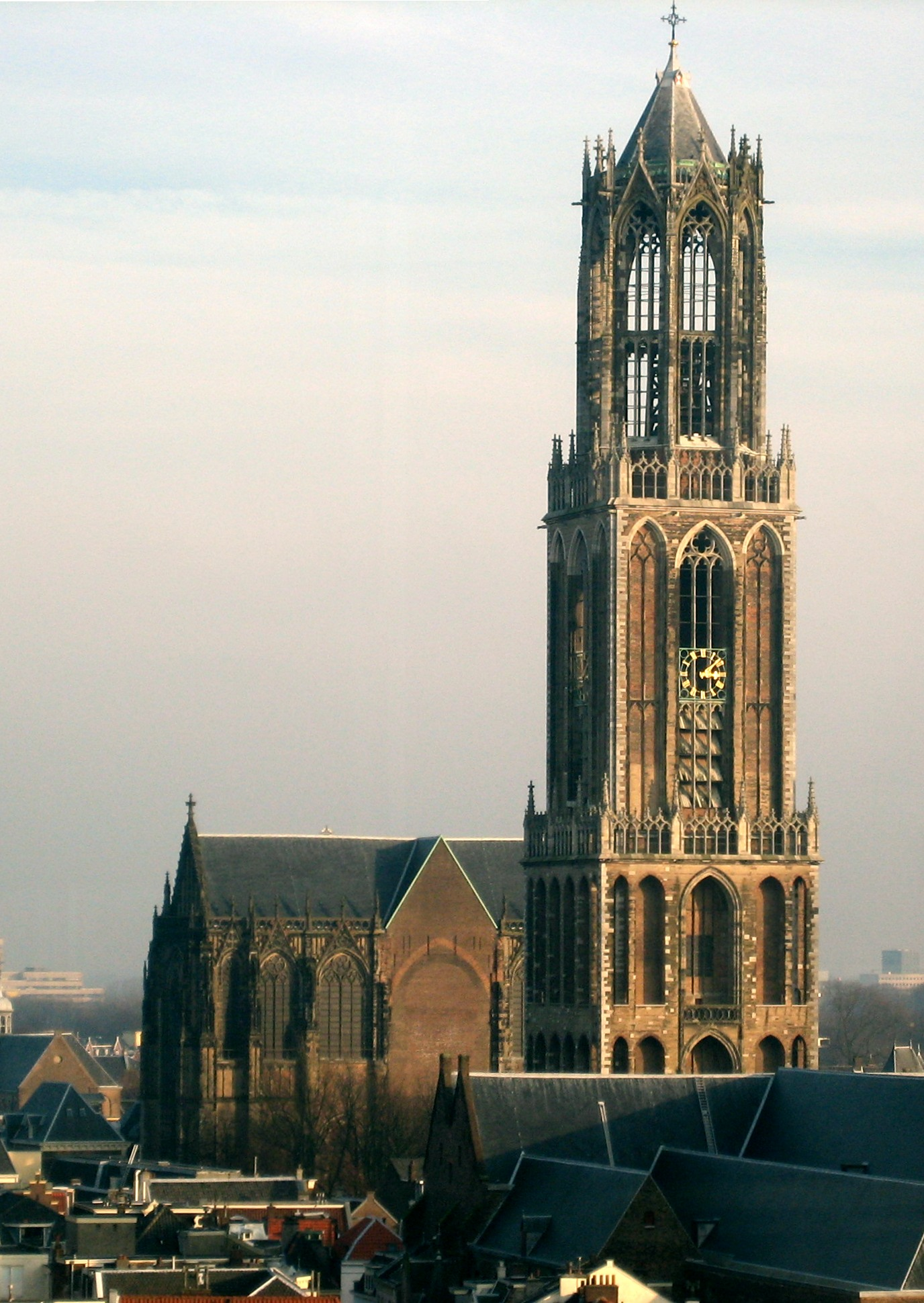
Utrecht
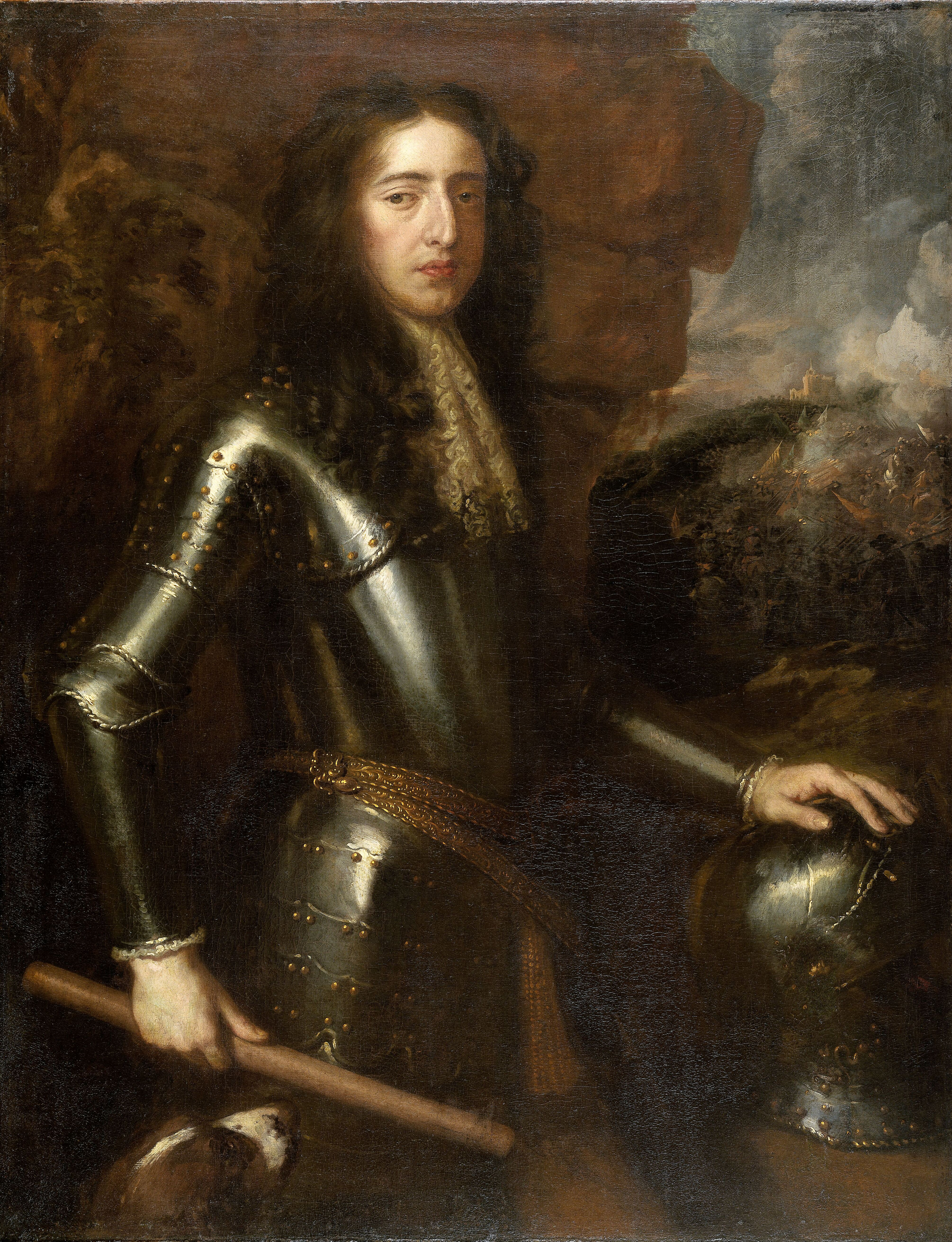
Wilhelm III Orański
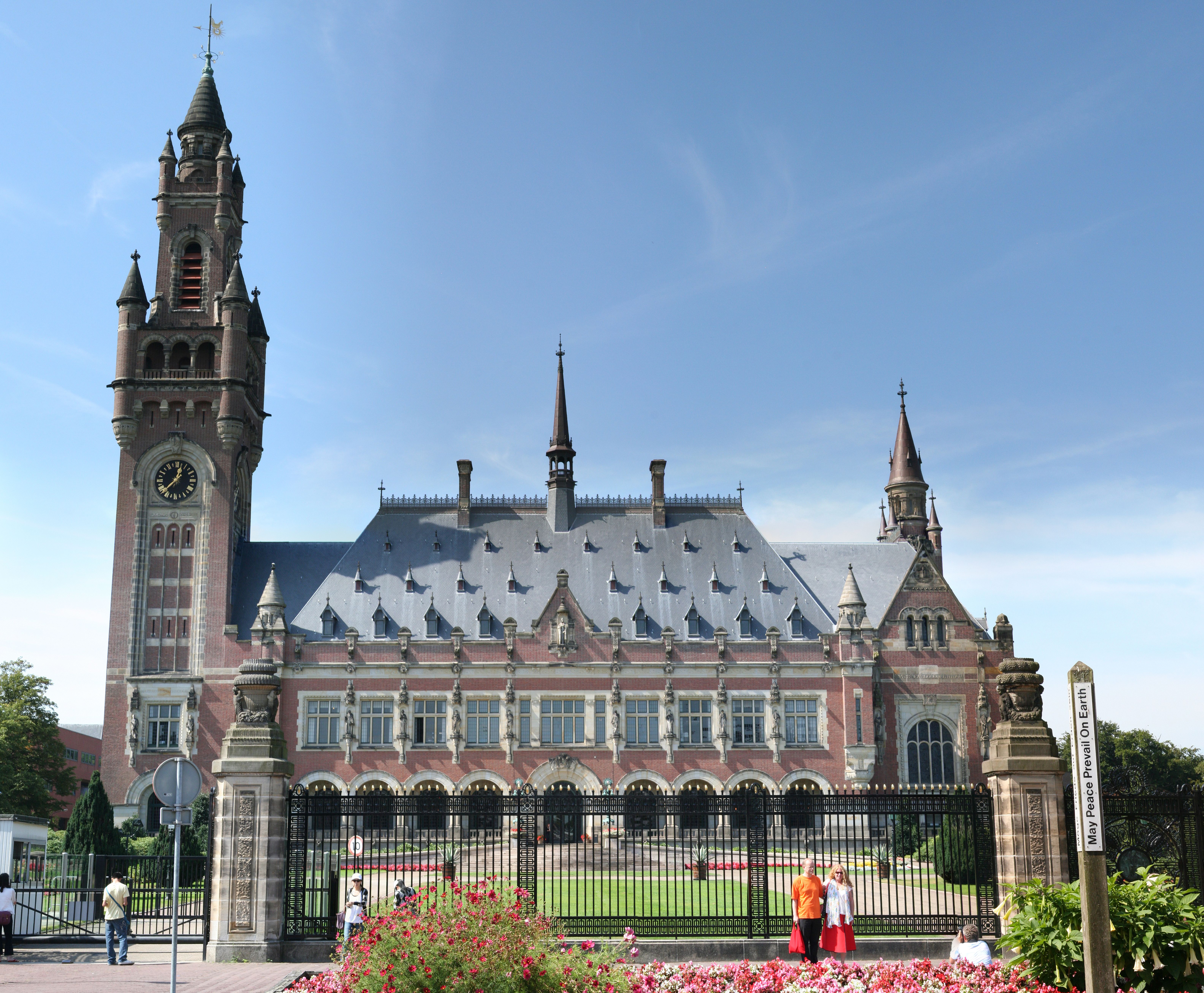
Haga
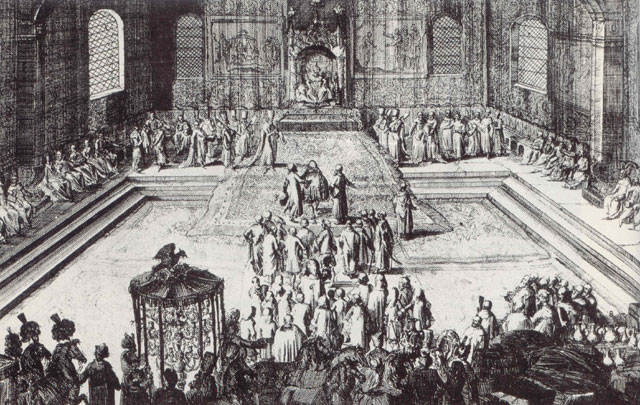
Wielkie Poselstwo w Hadze na audiencji przed Stanami Generalnymi

### Anglia
19 stycznia 1698 na zaproszenie Wilhelma III Piotr I wraz z częścią poselstwa przybył do Anglii. Trzykrotnie został przyjęty przez króla angielskiego (24 stycznia, 2 lutego i 28 kwietnia), prowadząc z nim rozmowy w „sprawie tureckiej”, które nie dały jednak żadnych rezultatów. Na wyspach spędził trzy miesiące, głównie w Londynie. Podobnie jak w Holandii, car chłonął wszystko to, co go otaczało. Przysłuchiwał się obradom Izby Gmin, a biskup Salisbury i zarazem kapelan królewski Gilbert Burnet wyjaśniał mu zasady protestantyzmu. W Londynie oglądał mennicę, w Woolwich zbrojownię i arsenał, wielokrotnie odwiedzał obserwatorium astronomiczne w Greenwich i uniwersytet w Oxfordzie. Najbardziej jednak interesowała go brytyjska flota, którą mógł zobaczyć w Portsmouth. W ciągu czterech dni miał tu okazję dokładnie obejrzeć między innymi flagowe jednostki: „Royal William” (106 dział), „Britania” (100 dział) i „Victory” (100 dział). Pod okiem czołowego inżyniera okrętowego tamtych czasów – Anthony’ego Deane’go (starszego) uczył się sztuki budowania okrętów. 3 maja na pokładzie podarowanego mu przez króla Wilhelma luksusowego jachtu Transport Royal (wartości 200 tysięcy ówczesnych funtów) powrócił do Holandii.
Efektem wizyty Piotra w Anglii było także około 60 kontraktów na służbę w Rosji podpisanych przez brytyjskich stoczniowców (majstrów i rzemieślników).

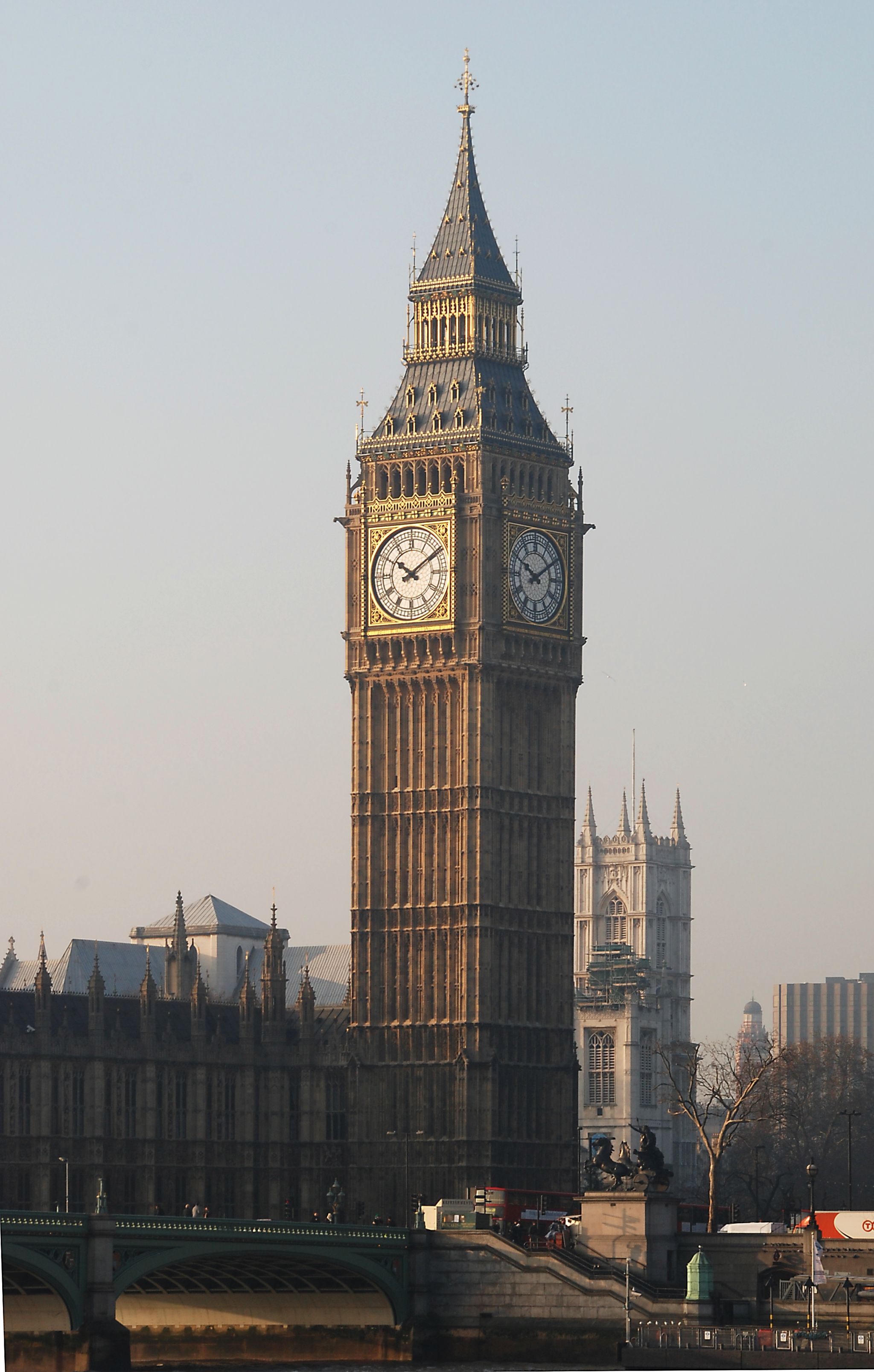
Londyn
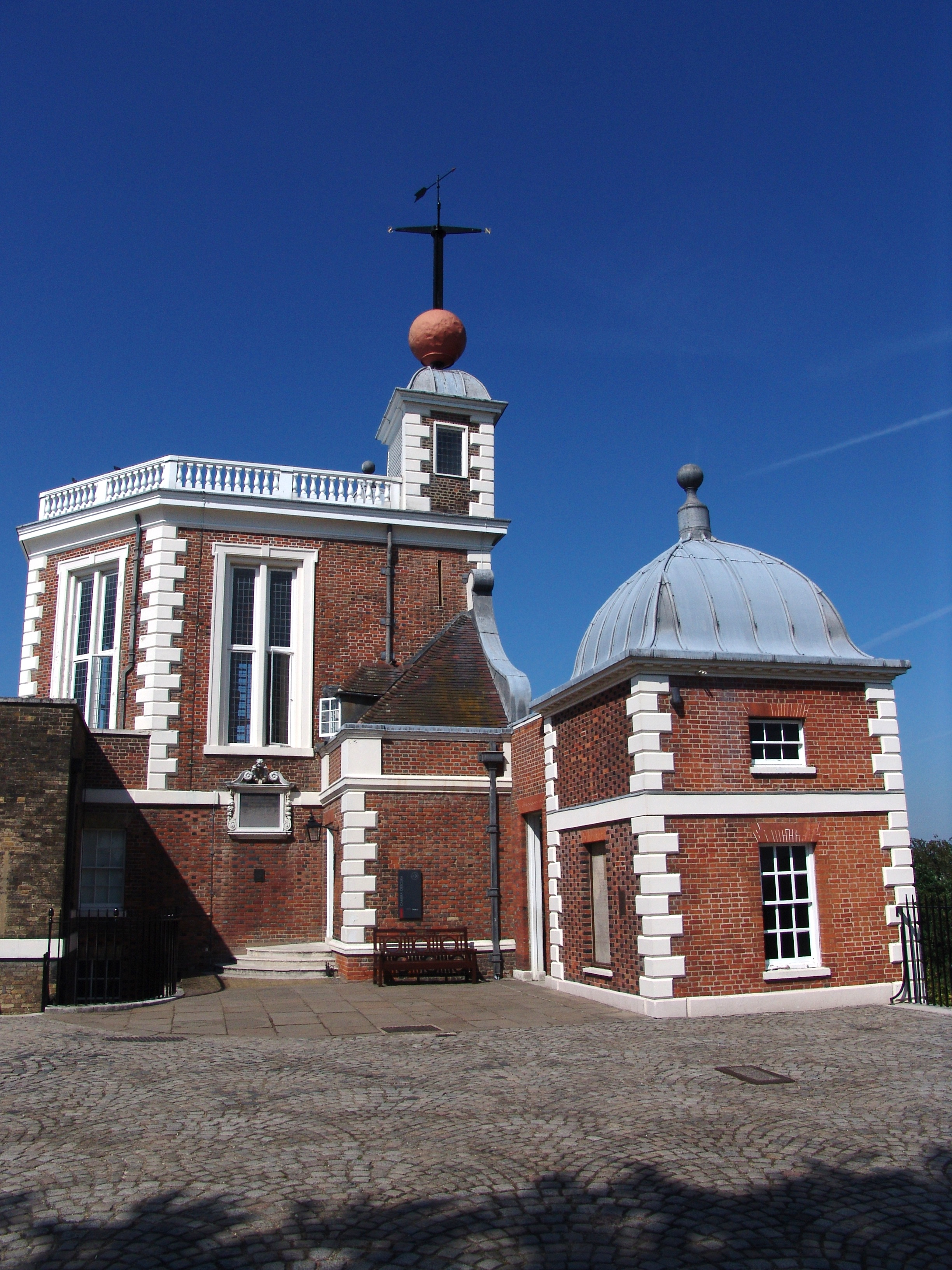
Królewskie Obserwatorium Astronomiczne w Greenwich Piotr I odwiedzał kilkakrotnie
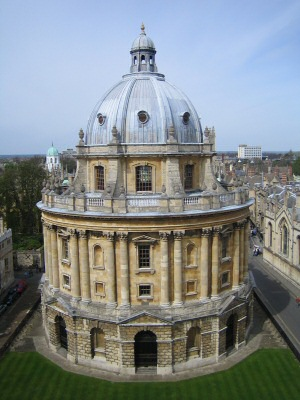
Oxford
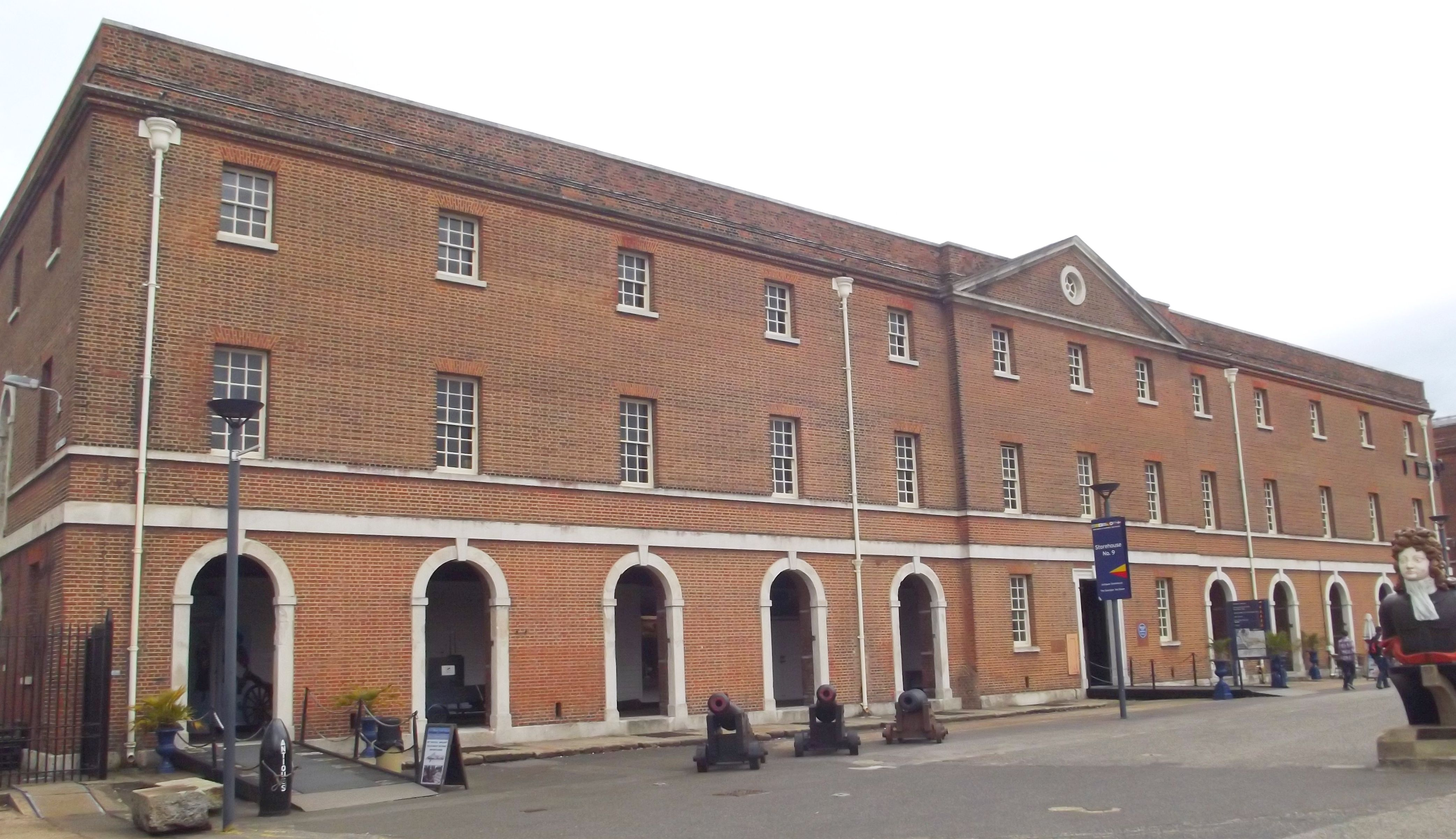
Portsmouth
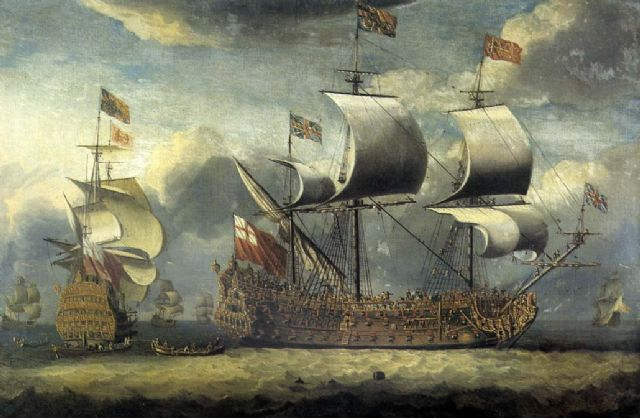
HMS Britannia – ten nowoczesny okręt angielskiej floty miał okazję oglądać marzący o silnej flocie rosyjskiej Piotr I podczas swojego pobytu na wyspach
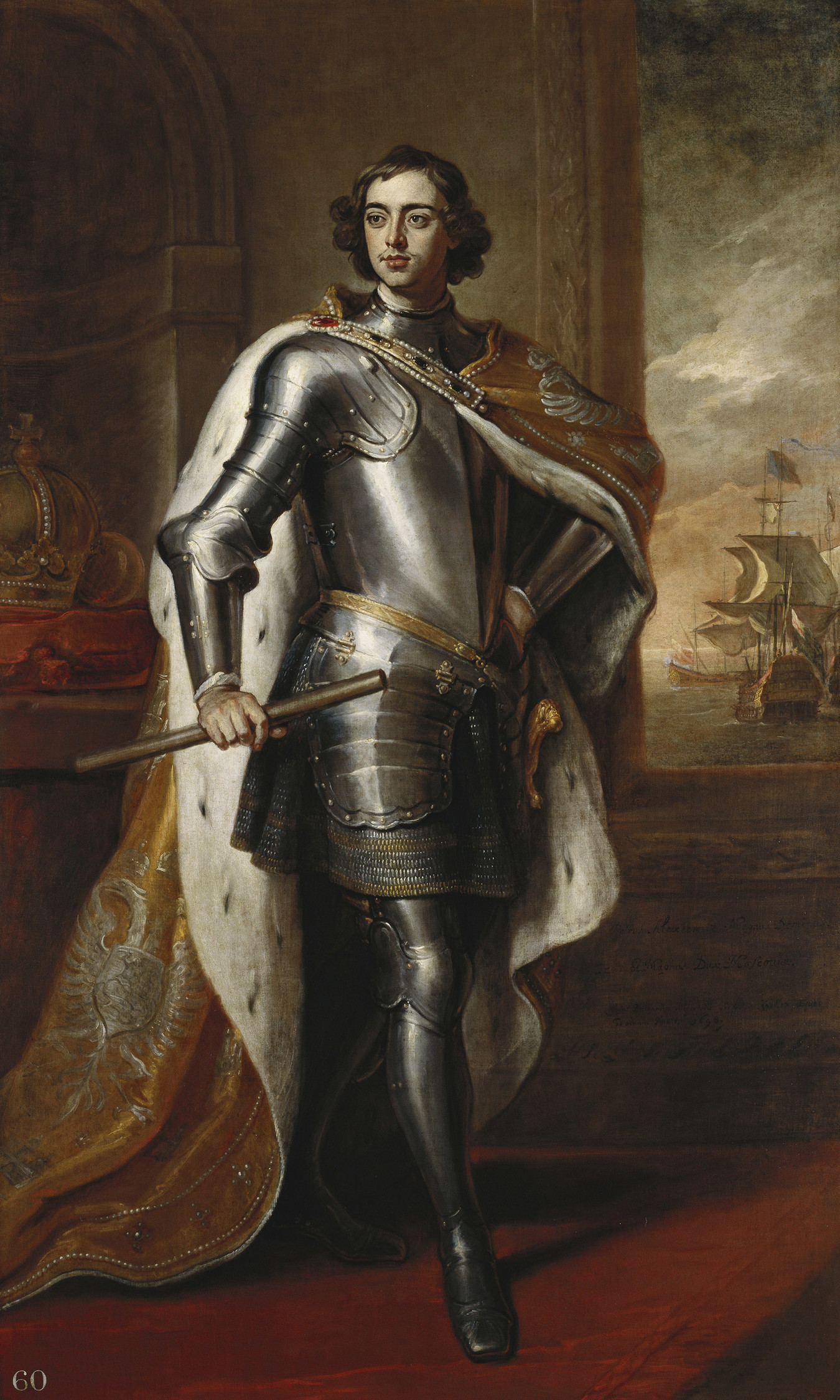
Portret Piotra I namalowany przez Godfreya Knellera podczas pobytu cara w Anglii

### Austria
15 maja 1698 na wieść o planowanym przez Austrię pokoju z Turcją (Leopold I chciał przyłączyć się do antyfrancuskiej koalicji w sporze o sukcesję hiszpańską), car opuścił wraz z Wielkim Poselstwem Amsterdam i przez Lipsk, Drezno i Pragę udał się do Wiednia. 26 czerwca poselstwo uroczyście wjechało do miasta i zatrzymało się w pałacu hrabiego Königsecka. Z cesarzem Leopoldem car spotkał się 29 czerwca w pałacu Favorita na 15-minutowej audiencji. Poza kurtuazyjną wymianą uprzejmości nie przyniosła ona niczego. 6 lipca poprzez kanclerza F.U. Kinsky’ego car dowiedział się oficjalnie, że Austria przyjęła propozycje Turcji odnośnie do zawarcia pokoju (późniejszy pokój w Karłowicach z 1699). Zawiedziony Piotr wraz z całym poselstwem (pozostawiając jako stałego przedstawiciela przy dworze wiedeńskim III ambasadora – Prokopiusza Woznicyna) postanowił opuścić Wiedeń i udać się do kolejnego celu swojej podróży – Wenecji, gdzie pragnął obejrzeć flotę galerną, a następnie Rzymu, by złożyć oficjalną wizytę papieżowi Innocentemu XII. 25 lipca po raz ostatni spotkał się z Leopoldem na audiencji pożegnalnej. W tym samym mniej więcej czasie do poselstwa rosyjskiego dotarła wiadomość o spisku carówny Zofii i buncie strzelców, która pokrzyżowała dalsze plany podróży.

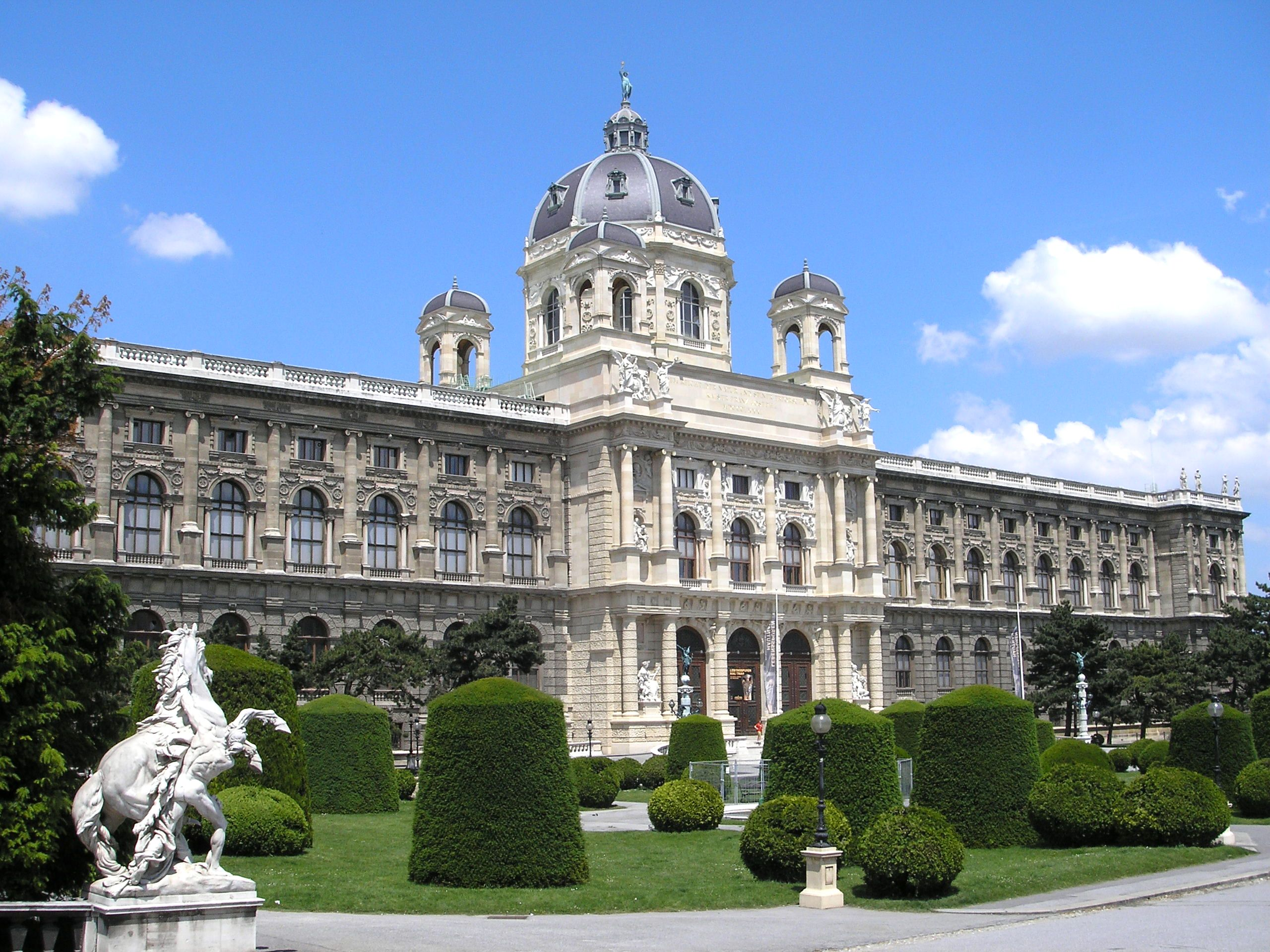
Wiedeń
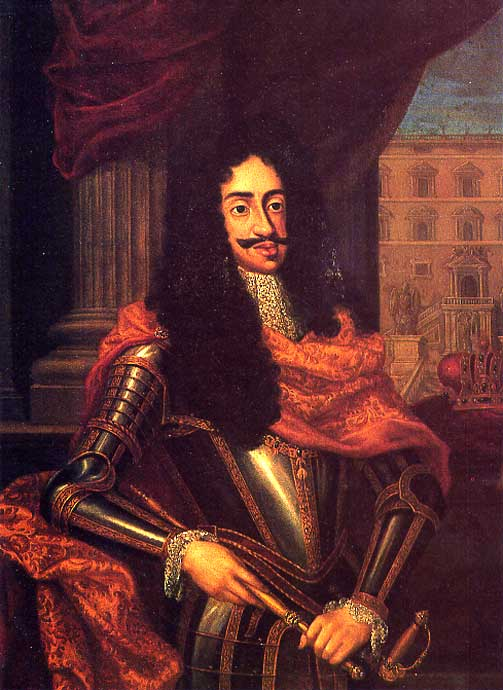
Cesarz Leopold I

### Rzeczpospolita
28 lipca Wielkie Poselstwo opuściło Wiedeń i poprzez Brno, Ołomuniec, Opawę, Racibórz i Tarnowskie Góry, 2 sierpnia w rejonie Olkusza przekroczyło granicę z Polską. Koło Krakowa kurier z Moskwy dostarczył Piotrowi wiadomość o stłumieniu buntu. Nie mając już potrzeby się spieszyć, car zatrzymał się w Wieliczce, gdzie zwiedził kopalnię soli. Następnie dotarł do Bochni, gdzie po raz pierwszy w życiu mógł zobaczyć oddziały polskie. 31 lipca przez Tarnów, Dębicę, Rzeszów, Łańcut i Jarosław car wraz z poselstwem przybył do Rawy Ruskiej. Tu nastąpiło trwające trzy doby spotkanie z królem polskim Augustem II. W dzień, obydwaj władcy obserwowali ćwiczenia saskich pułków Augusta, a wieczorem zasiadali do suto zastawionego stołu. Obydwaj przypadli sobie do gustu – prześcigali się w ilości wypitego wina i przechwalali swoją siłą fizyczną. Jeden nie ustępował drugiemu. Według wielu historyków właśnie w Rawie Ruskiej, król polski, po niepowodzeniu zmontowania sojuszu antytureckiego w Europie, wskazał carowi nowy cel wojenny – Szwecję i to tu, pomiędzy dwoma monarchami zrodziła się idea Sojuszu Północnego – koalicji Rosji, Polski, Danii i Saksonii przeciwko Szwecji.

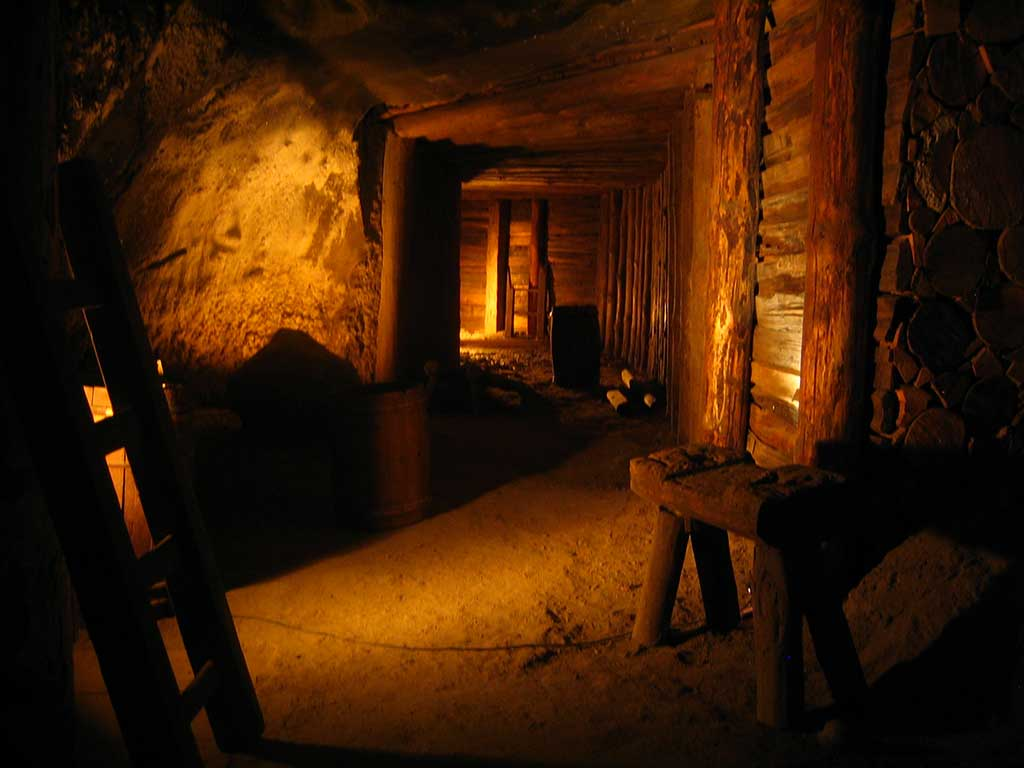
Kopalnia soli w Wieliczce. Ją również zwiedzał car
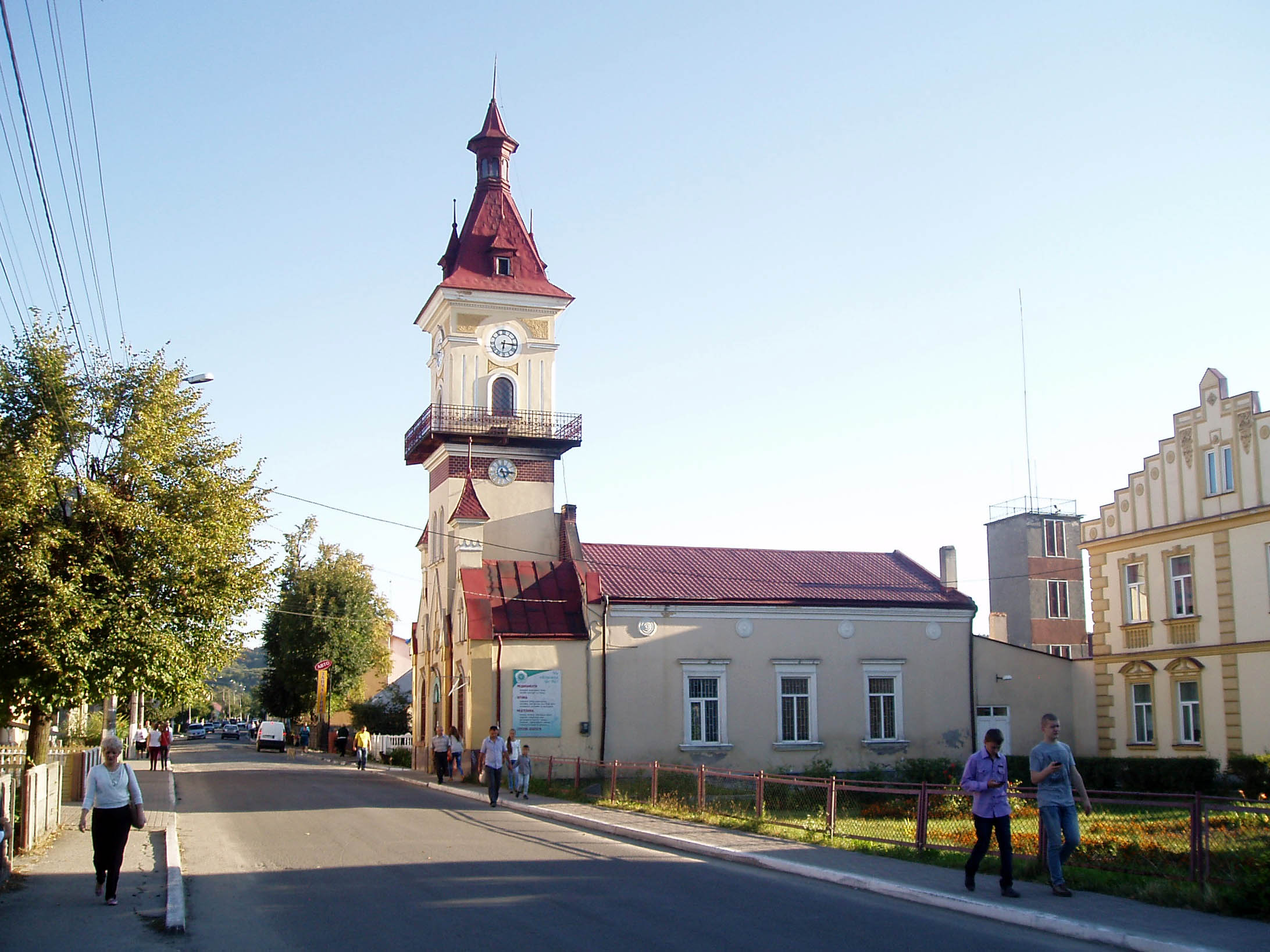
Rawa Ruska
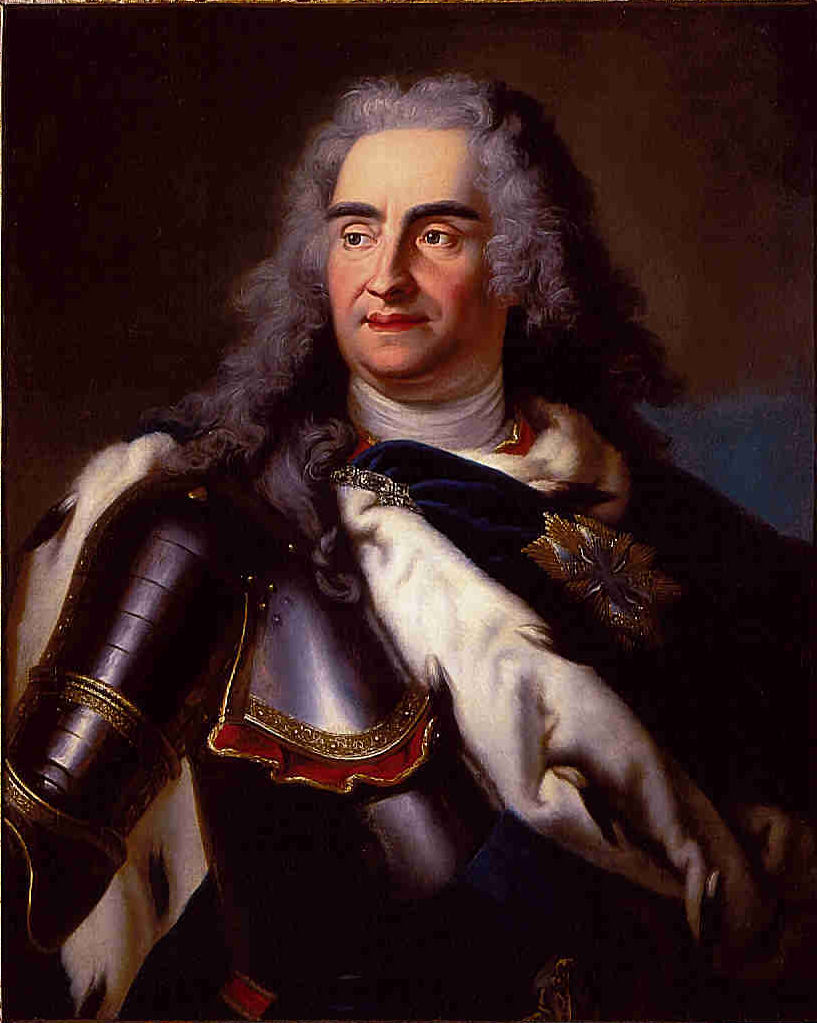
Król Polski August II Mocny

## Powrót
13 sierpnia Piotr I i Wielkie Poselstwo pożegnało Augusta II, odprowadzane przez polskiego monarchę aż do Tomaszowa. Przez Zamość, Chełm, Włodawę, Terespol, Brześć Litewski i Mińsk dotarło do ówczesnej granicy polsko-rosyjskiej, którą przekroczyło 29 sierpnia na rzece Horodni. 14 sierpnia poselstwo wkroczyło do Smoleńska, a 5 września przybyło do Moskwy.

## Skutki

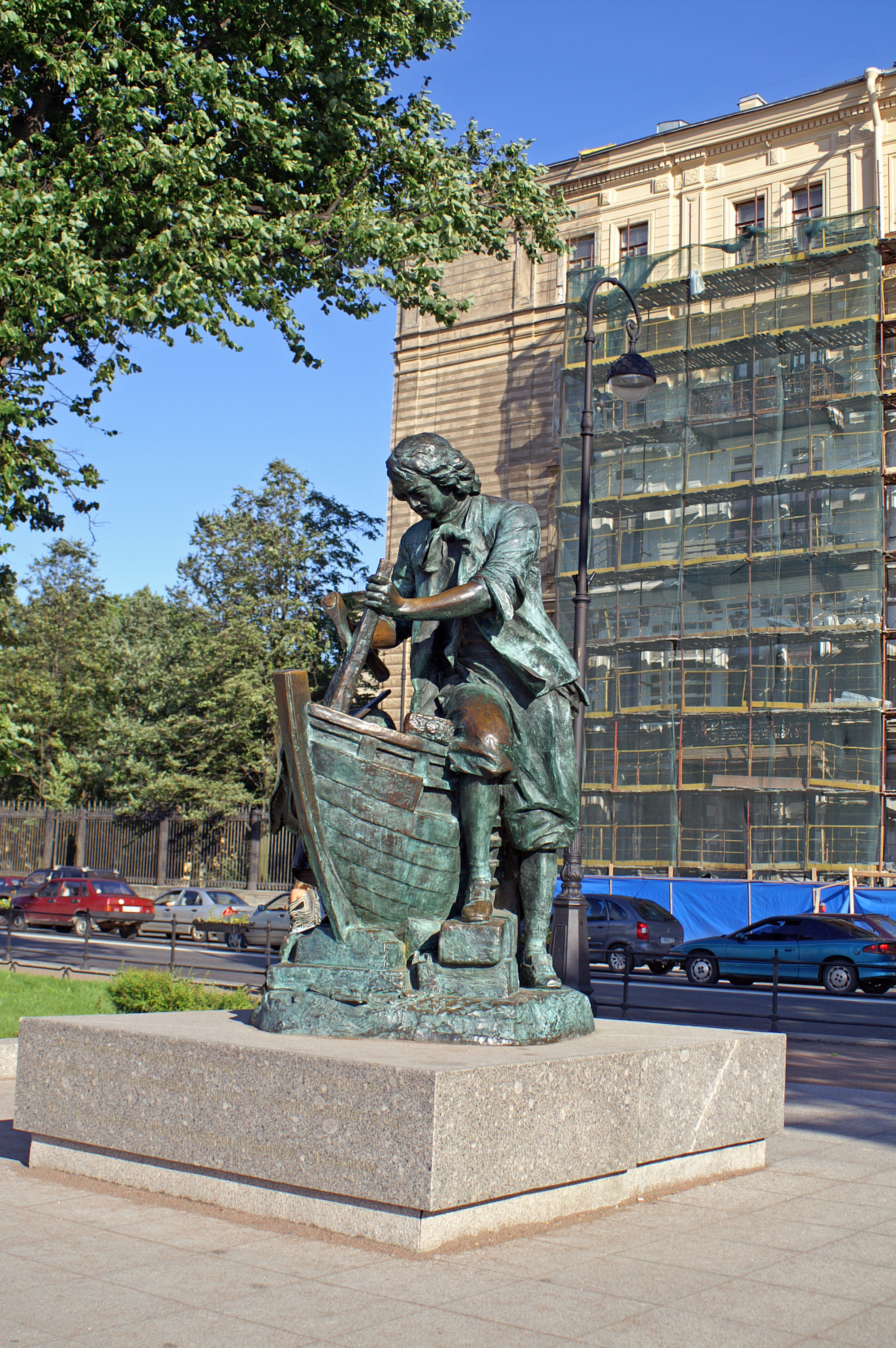
Współczesny pomnik Piotra I w Petersburgu (replika oryginału z 1911) jako szkutnika uczącego się rzemiosła w Holandii – pamięć o Wielkim Poselstwie i jego spuściźnie jest w Rosji ciągle żywa

Podróż Piotra I do Europy Zachodniej kroniki opisują jako jeden z „kamieni milowych” jego panowania. Jej następstwa zmieniły Rosję z zacofanego, pozostającego w izolacji, półorientalnego kraju w ważnego uczestnika polityki europejskiej. Radykalne reformy, które rozpoczął car po powrocie do Rosji, dotknęły niemal każdej dziedziny życia tego kraju i często były nie tylko odwzorowaniem, lecz po prostu kopią urządzeń i rozwiązań, jakie car zobaczył w Europie Zachodniej.

Do Rosji Piotr przywiózł duże grono zachodnich fachowców z różnych dziedzin (blisko 750 ludzi, w większości Holendrów). Głównie wojskowych i rzemieślników, ale również ludzi świata nauki i sztuki. Wszyscy oni mieli uczyć Rosjan i zaszczepiać w państwie moskiewskim zachodnioeuropejski postęp. Wielu z nich, nie mając perspektyw w rodzinnym kraju, w Rosji potrafiło zrobić błyskotliwą karierę. 

Młody Piotr, na którym uporządkowane, komfortowe życie w Holandii zrobiło głębokie wrażenie, snuł wielkie plany: chciał uczynić z Rosji takie samo „cywilizowane” mocarstwo, zbudować taką samą morską flotę i rozwinąć handel.

Niemniej istotnym skutkiem podróży Piotra i jego Wielkiego Poselstwa było spotkanie w Rawie Ruskiej w dniach 1–3 sierpnia 1698 z Augustem II. Obydwaj monarchowie omówili możliwość sojuszu przeciwko Szwecji „bez zobowiązań na piśmie”. Jakie były jego konkretne ustalenia – tego nie wiadomo, ponieważ rozmowy toczyły się bez świadków, jednak w ciągu następnego półtora roku system sojuszów polsko-duńskiego i duńsko-rosyjskiego doprowadził do stworzenia koalicji skierowanej przeciwko Szwecji i trwającej ponad 20 lat wojny północnej (1700–1721), w wyniku której Rosja uzyskała dostęp do Bałtyku i na całe stulecia stała się realnym uczestnikiem polityki europejskiej. Zobowiązanie Piotra I do udzielania pomocy Augustowi w walce z jego wewnętrznymi przeciwnikami położyło podwaliny pod przyszłe interwencje Rosji w Rzeczypospolitej.
Poselstwo, a zwłaszcza osoba Piotra I, znalazły się w centrum żywego zainteresowania ówczesnej Europy. Komentowały je i pisały o nim tak znane osobistości i wybitne umysły epoki jak Gottfried Leibniz i Carlo Ruzzini. Król Francji Ludwik XIV był o podróży cara informowany przez swojego ambasadora w Sztokholmie hrabiego d’Avaux. Obszerny opis pobytu cara w Rzeszy i charakterystykę jego osoby pozostawiła niemiecka księżna Zofia Dorota Hanowerska.
Jedynym ze skutków Wielkiego Poselstwa było wprowadzenie przez Piotra I nowego kalendarza w Rosji opartego na wzorcu zachodnim. Wraz z początkiem nowego stulecia lata miały być liczone od narodzenia Chrystusa, a nie od biblijnego stworzenia świata, rok zaś miał się zaczynać od pierwszego stycznia, a nie, jak dotąd, od pierwszego września.